# Angulema
Angulema (en francés: Angoulême, pronunciación en francés: /ɑ̃ɡulɛːm/ (escucharⓘ); en occitano: Engoleime) es una ciudad y núcleo de población del sudoeste de Francia situada a orillas del río Charente; es la capital del departamento de Charente y del distrito de Angulema, así como de los cantones de Angulema-Este, Angulema-Norte y Angulema-Oeste. Se encuentra en la región de Nueva Aquitania. Sus habitantes son conocidos como angumoisinos (en francés, angoumoisins). Actualmente, son 42 669 y su superficie de 21,85 km², lo que le da una densidad de población de 1976 hab./km².
Durante la Revolución francesa, debido a que el nombre de la ciudad había sido asumido por una de las ramas de los reyes de Francia (los Angulema, rama de los Valois), se le cambió el nombre a la ciudad, que pasó a ser conocida como Montagne-Charente.
Su economía se basa en las fundiciones de cobre, el papel, las armas, cera, comercio de vinos y calzado. Destaca su catedral románica del siglo XII (Catedral de Angulema). Anualmente, se celebra en ella el Festival Internacional de la Historieta de Angulema, el más importante de la historieta francófona.

## Geografía
La ciudad de Angulema se encuentra ubicada en la confluencia de tres ríos: el río Charente, el río Anguienne y el río Touvre.

## Climatología
Angulema es una ciudad que goza de clima oceánico, lo que significa que la proximidad al océano Atlántico dulcifica las temperaturas, a la vez que hace que reciba vientos húmedos que aportan lluvias, especialmente en el período invernal. Las variaciones de temperatura anuales no son muy elevadas, correspondiendo las temperatura mínimas al mes de enero.
También cuenta con una elevada tasa de exposición a los rayos solares, con una cifra muy ligeramente superior a las 2000 horas de sol al año.
Los vientos habituales tienen procedencia del sudoeste o del noroeste, pudiendo aparecer ráfagas que superen los 100 km/h.

## Historia
Angulema es una ciudad poseedora de una larga historia, en razón de su ubicación, próxima al océano, en una ruta de comunicación que une Bretaña y Normandía con Burdeos y el sur de Francia, y muy cercana a la misma Bretaña, que durante siglos, con el ducado de Bretaña y el reino de Bretaña, mantuvo enfrentamientos con Francia. Por lo demás, se encuentra en una zona que perteneció a los dominios feudales de los reyes de Inglaterra en Francia.

### Antigüedad
La historia de Angulema es poco conocida por lo que respecta al período de dominación romano, conociéndose tan sólo la existencia de un oppidum o monte fortificado en la cima de la colina que ocupa la actual Angulema, oppidum cuyo nombre era Iculisma. Dicho nombre está en el origen del nombre actual de la ciudad, que pasó (muy resumidamente) por las siguientes etapas Iculisma -> Egolesma -> Engolisma -> Angulesme -> Angoulême. No existe hoy en día unanimidad respecto de la posible etimología del topónimo.
En cualquier caso, junto al primitivo oppidum se fue construyendo una ciudad, que se benefició enormemente de la pax romana y de la expansión del comercio y de las vías de comunicación, hasta el punto de que hacia finales del siglo III o principios del siglo IV, el núcleo había ya alcanzado el rango de Civitas, es decir, era ya una ciudad. Por ese motivo tuvo lugar una rectificación del trazado de la continuación hacia el norte desde Burdeos de la Vía Aquitania, en el tramo entre Burdeos y Poitiers. Igualmente, se ha constatado la construcción de una muralla durante el Bajo Imperio romano, quedando protegida por la muralla una superficie de 27 ha.
Todo ello hizo que, a la caída del Imperio romano con las invasiones bárbaras en el siglo V, Angulema se convirtiese en sede de un obispo, por lo que respecta al ámbito religioso, y de un conde, por lo que se refiere al ámbito político-administrativo. No obstante, durante este período, debido a su dependencia hasta el momento de la provincia romana de Gallia Aquitania, Angulema estuvo vinculada y fue dependiente con los sucesivos reinos existentes en la región de Aquitania, hasta que en el año 768 el rey de los francos Pipino el Breve derrotó a Hunaldo II de Aquitania, acabando con la independencia del ducado de Aquitania e incorporando Angulema a sus dominios.

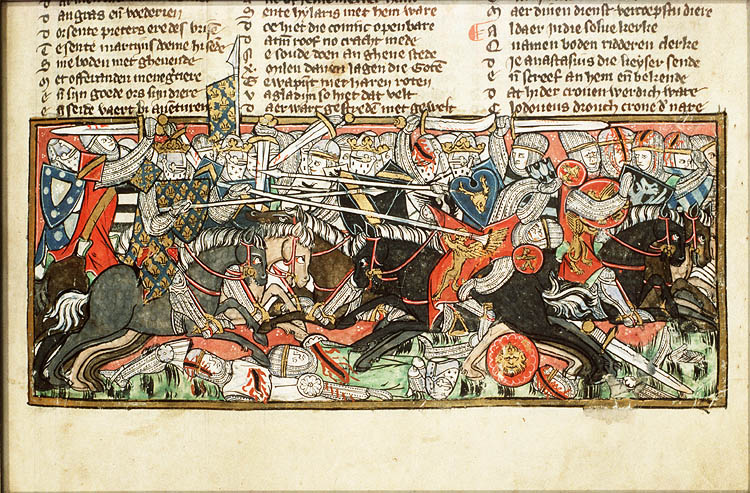
Representación de Clodoveo I en una batalla entre francos y visigodos, en un manuscrito conservado en la Biblioteca Nacional de Holanda.

De hecho, en un primer momento, la ciudad quedó como dependiente del Reino visigodo de Tolosa, hasta el punto de que ya sufrió un primer sitio por parte de los francos al mando de Clodoveo I en el año 507, tras la victoria de éstos sobre los visigodos en la batalla de Vouillé. Aunque en el 507 la ciudad soportó el asedio, no sucedió lo mismo al siguiente envite, con lo que la ciudad pasó a control franco en el 508. Durante el sitio, según las crónicas de Gregorio de Tours, Ademaro o Aymar de Chabanes, Clodoveo recibió la ayuda de Dios en su lucha contra los heréticos (los visigodos eran arrianos frente al catolicismo de los francos), ya que las temibles y poderosas murallas de la ciudad se derrumbaron ante la aproximación a la misma de los francos, a imagen y semejanza de lo acontecido con las murallas de Jericó ante Josué. Al parecer, Clodoveo recibió algún tipo de herida en el sitio, posiblemente en una pierna. La guarnición visigoda de la ciudad fue exterminada tras la rendición.
Tras su entrada en la ciudad, Clodoveo hizo arrasar la catedral arriana de la misma, ordenando la construcción de un nuevo edificio, consagrado a San Pedro, del que tan sólo nos han llegado dos capiteles de mármol que fueron incorporados a la catedral actual.
En el año 848, la ciudad de Angulema fue objeto de un saqueo llevado a cabo por los hombres del jefe vikingo Hasting.

### Edad Media

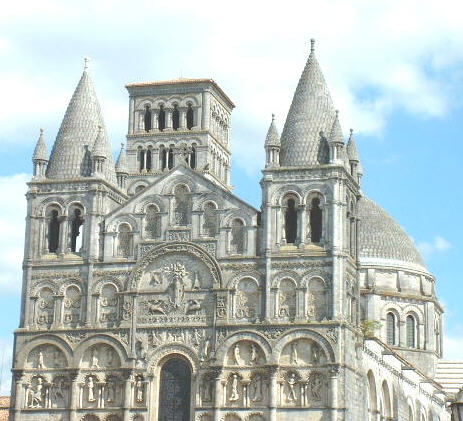
Vista de la fachada de la catedral de Angulema, de estilo románico.

El 18 de mayo de 1204, Juan I de Inglaterra (más conocido como Juan sin Tierra) quien, en tanto que rey de Inglaterra, era soberano de Angulema, concedió una carta (equivalente a las cartas pueblas en España), por la que quedó oficialmente confirmada la creación de la ciudad de Angulema. El rey «concedió a los habitantes de Angulema la conservación de las libertades y justas costumbres de su ciudad y de defender sus posesiones y sus derechos» (este aniversario fue celebrado a lo largo del año 2004).

### Edad Moderna
En este período, Angulema fue sede de un condado, el condado de Angulema, que dio lugar a la provincia histórica francesa del Angoumois. El condado de Angulema pasó a una rama de la casa de Valois, los Valois-Angulema, rama de la que procedía el rey Francisco I de Francia, nacido en la cercana localidad de Cognac, que reinó entre 1515 y 1547.
En 1524, el navegante italiano al servicio de Francia Giovanni da Verrazzano, a su regreso de las Indias, anunció a Francisco I que había descubierto allí un nuevo territorio, al que había bautizado, en su honor, como Nueva Angulema. Este territorio pasaría posteriormente a manos de los Países Bajos, que lo denominó Nueva Ámsterdam, es decir, la actual Nueva York.
Durante el siglo XVI, en las Guerras de religión de Francia que enfrentaron a católicos y protestantes católicos, Angulema fue tomada en 1563 por Luis III de Montpensier, duque de Montpensier, que tras quedar viudo y heredar el ducado se había convertido en un ferviente partidario del bando católico. En 1565, la ciudad fue visitada por el rey Carlos IX de Francia durante la gira que hizo esos años buscando la pacificación de Francia, visita en la que le acompañó toda la Corte. No obstante, en octubre de 1568, la ciudad fue reconquistada por los protestantes.

### Edad Contemporánea
Acabada la guerra civil española, se estableció en Angulema un campo de concentración en el lugar llamado Les Alliers para acoger aparte de los exiliados republicanos españoles. El 20 de agosto de 1940, muy poco después de la firma por Francia del armisticio del 22 de junio de 1940 con la Alemania nazi, partió desde Angulema un convoy de deportados republicanos españoles a los campos de exterminio nazis, que llegó cuatro días después al Campo de concentración de Mauthausen-Gusen. Es el llamado Convoy de los 927, por el número de personas que lo compusieron. Se trató del primer envío de deportados, de cualquier etnia o nacionalidad, procedentes de la Europa occidental, con destino a los campos nazis. En Mauthausen quedó aproximadamente la mitad de los ocupantes del tren (470 personas): los hombres y los muchachos mayores de 14 años. Las mujeres y los niños por debajo de esa edad (457 personas) continuaron el viaje, hasta ser entregados finalmente, tras un largo periplo en ferrocarril por Alemania, en la frontera española de Hendaya a la policía franquista.
El comisario del campo, quien se llamaba Soulier, sabía a donde iba el tren, según testimonió la Sra. Sangüesa, una española que trabajaba como intérprete para él, y otras personas. La policía francesa trató reclutar a más españoles, ya que numerosas familias que trabajaban en los alrededores, habían alquilado domicilios en Angulema, presentándoles esto como un viaje a países "libres".
Al volver el tren de Mathausen hacia España con las mujeres y niños de menos de catorce años, se detuvo brevemente en la estación de este mismo Angulema. Los alemanes temían que una mujer tuviese una enfermedad parecida a la peste y la bajaron del tren para llevarla al hospital de la calle Beaulieu. Esta señora mejoró rápidamente y contó lo que había ocurrido, de manera que los españoles de Angulema fueron informados, lo que impidió por seguro otros convoyes.
La inhibición de las autoridades españolas en relación con el fatal destino de los españoles que formaron parte del denominado el Convoy de los 927 o Convoy de Angulema ha sido objeto de una denuncia interpuesta por la Fundación Acción Pro Derechos Humanos y que se enjuicia actualmente en el ámbito de la Audiencia Nacional, en España, en el seno de un proceso por crímenes contra la humanidad.
Durante el resto de la Segunda Guerra Mundial, el régimen colaboracionista de la Francia de Vichy destinó el campo al internamiento de población nómada, especialmente de etnia gitana.

## Economía
Angulema es una ciudad industrializada, que posee instalaciones dedicadas a la industria papelera y del embalaje. Igualmente, se fabrica armamento con destino a la Marina francesa, y existen fábricas relacionadas con la industria eléctrica y la electrónica.
También destaca en el campo de la producción cultural. Especialmente en el campo de la historieta, siendo desde 1974 sede del Festival del Cómic de Angulema, el salón especializado más importante de Europa.
Angoulema es sede de la Cámara de Comercio e Industria de Angulema. Por otra parte, la propia ciudad gestiona el Aeropuerto de Angulema - Brie - Champniers.

## Administración

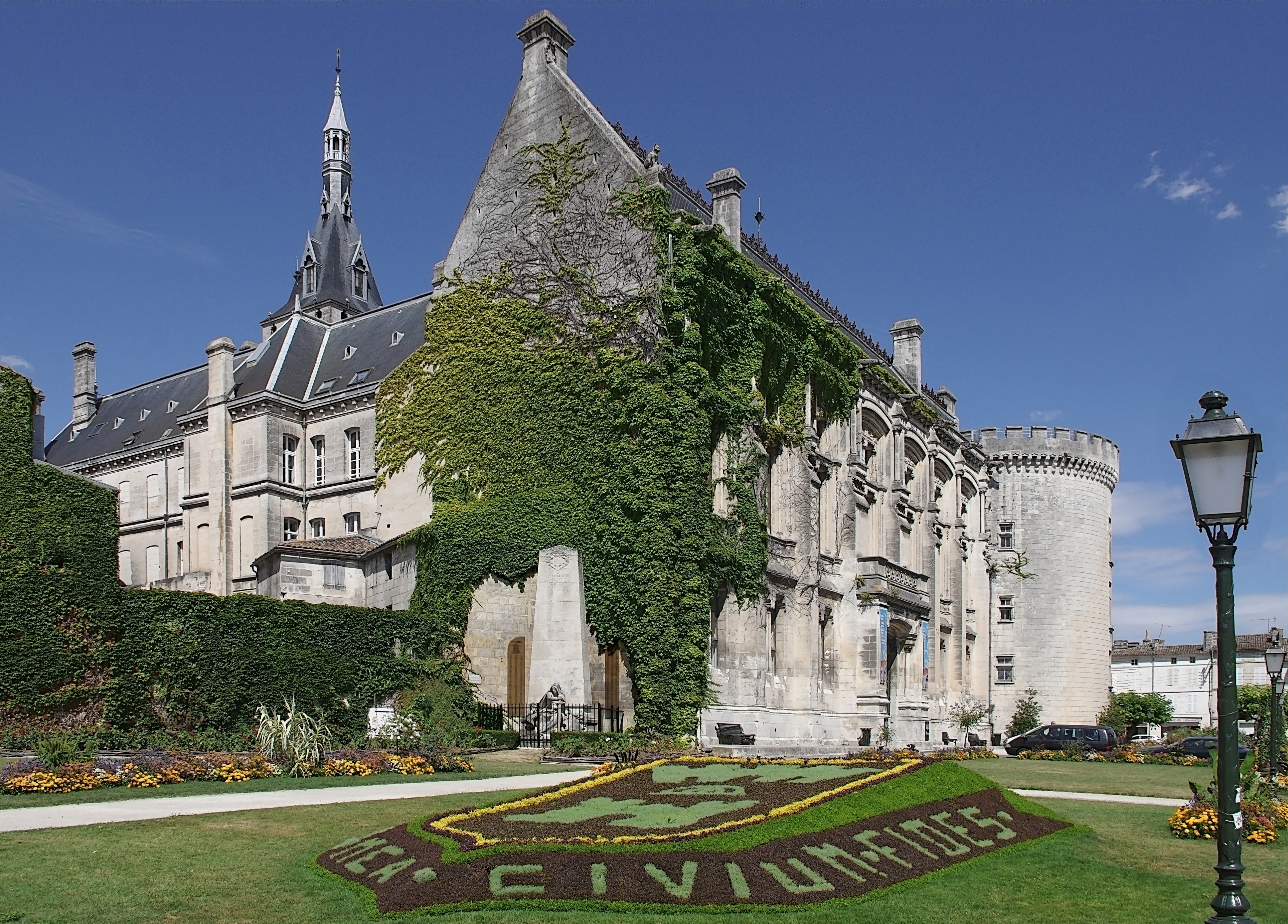
Ayuntamiento de Angulema.

La ciudad de Angulema, en razón de su tamaño, se encuentra dividida en tres cantones, cuya capital, lógicamente, se encuentra en la propia Angulema:
- Cantón de Angoulême-Est, con 12 846 habitantes.[4]
- Cantón de Angoulême-Nord, con 13 764 habitantes.[4]
- Cantón de Angoulême-Ouest, con 13 764 habitantes.[4]

| Legislatura | Nombre                      | Grupo |
| ----------- | --------------------------- | ----- |
| 1773-1790   | Pierre Marchais de la Berge |       |
| 1790-1894   |                             |       |
| 1894-1896   | Auguste Mulac               |       |
| 1896-1899   |                             |       |
| 1900-1919   | Auguste Mulac               |       |
| 1919-1925   |                             |       |
| 1925-1941   | Gustave Guillon             |       |
| 1941-1955   |                             |       |
| 1955-1970   | Henri Thébault              | CNI   |
| 1970-1977   | Roland Chiron               | CNI   |
| 1977-1989   | Jean-Michel Boucheron       | PS    |
| 1989-1997   | Georges Chavanes            | UDF   |
| 1997-2008   | Philippe Mottet             | UMP   |

## Demografía
| 11 500 | 13 000 | 15 011 | 15 025 | 18 622 | abs. | 20 085 | 21 155 | 22 811 | 24 961 | 25 116 | 25 928 | 30 513 | 32 567 | 34 647 | 36 690 | 38 068 | 37 650 | 37 507 | 38 211 | 34 895 | 35 994 | 36 699 | 38 915 | 44 244 | 43 170 | 48 190 | 47 822 | 47 221 | 46 197 | 42 876 | 43 171 | 42 669 |
| Para los censos de 1962 a 1999 la población legal corresponde a la población sin duplicidades (Fuente: INSEE [Consultar]) |        |        |        |        |      |        |        |        |        |        |        |        |        |        |        |        |        |        |        |        |        |        |        |        |        |        |        |        |        |        |        |        |

## Cultura
Desde 1974, acoge el Festival Internacional de la Historieta de Angulema, el más importante de la historieta francófona y por lo tanto una importante referencia para la historieta francesa, europea y mundial.

### Arquitectura
- Catedral de Angulema, de estilo románico, iniciada hacia el año 1100 y consagrada en 1128, declarada Monumento histórico de Francia en 1840.
- Edificio del Mercado, construido con una estructura metálica.
- Edificio del Ayuntamiento, que ocupa el solar del desaparecido castillo de Angulema.
- Las murallas, que constituyen un balcón hacia el río Charente.
- Palacio de Justicia, emplazado sobre un antiguo convento.
- Teatro municipal.
- Museo de la Sociedad Arqueológica e Histórica de la Charente.
- Musée Charentais de la Résistance et de la Déportation.
- Lycée Guez-de-Balzac.

### Heráldica
De azur con la puerta de la ciudad flanqueada por dos torres de plata, mazonadas de sable, sobrepuesta una flor de lis de oro, sobrepuesta al todo una corona real cerrada de lo mismo

Además del blasonado heráldico oficial, Victor Adolphe Malte-Brun recoge, en su obra La France illustrée (1883) un blasonado alternativo, que dice está sacado de un documento de 1669, y que dice así: De azur con una puerta de la ciudad flanqueada por dos torres craneladas en plata, y una flor de lis en oro, coronada de oro en jefe., acompañado de la divisa: «FORTITUDO MEA CIVIUM FIDES» (Obtengo mi fuerza de la lealtad de mis ciudadanos).

## Ciudades hermanadas
- Bury (Reino Unido)
- Chicoutimi (Canadá)
- Gelendzhik (Rusia)
- Hildesheim (Alemania)
- Hoffman Estates (Estados Unidos)
- Ségou (Malí)
- Turda (Rumanía)
- Vitoria (España)

## Personalidades
- La persona más célebre procedente de esta región de la Edad Media es Isabel de Angulema (1188-1246). Ésta fue consorte del Rey Juan sin Tierra de Inglaterra y con él tuvo cinco hijos, incluyendo el heredero al trono inglés, Enrique II.
- Maurice Duverger, politólogo francés, jurista y eurodiputado, nació aquí.
- Alberto Neuman, músico argentino, residía y falleció aquí.